# Берёзовский (Нижегородская область)
Берёзовский — посёлок в городском округе Бор Нижегородской области России.

## География
Посёлок находится в долине реки Хмелёвка (правый приток реки Керженец), в зоне хвойно-широколиственных лесов, на расстоянии примерно 42 км (по прямой) к северо-востоку от города Бор, административного центра округа. Близлежащие населённые пункты: посёлки Большеорловское и Орловский.

### Часовой пояс
Посёлок Берёзовский, как и вся Нижегородская область, находится в часовой зоне МСК (московское время). Смещение применяемого времени относительно UTC составляет +3:00.

## Население
| 2002 | 2010 |
| ---- | ---- |
| 6    | ↘5   |

### Национальный состав
Согласно результатам переписи 2002 года, в национальной структуре населения русские составляли 83 %.